# Figlie del Buon Salvatore
Le Figlie del Buon Salvatore (in francese Filles du Bon Sauveur de Caen) sono un istituto religioso femminile di diritto pontificio: le suore di questa congregazione pospongono al loro nome le sigla L.B.S.

## Storia

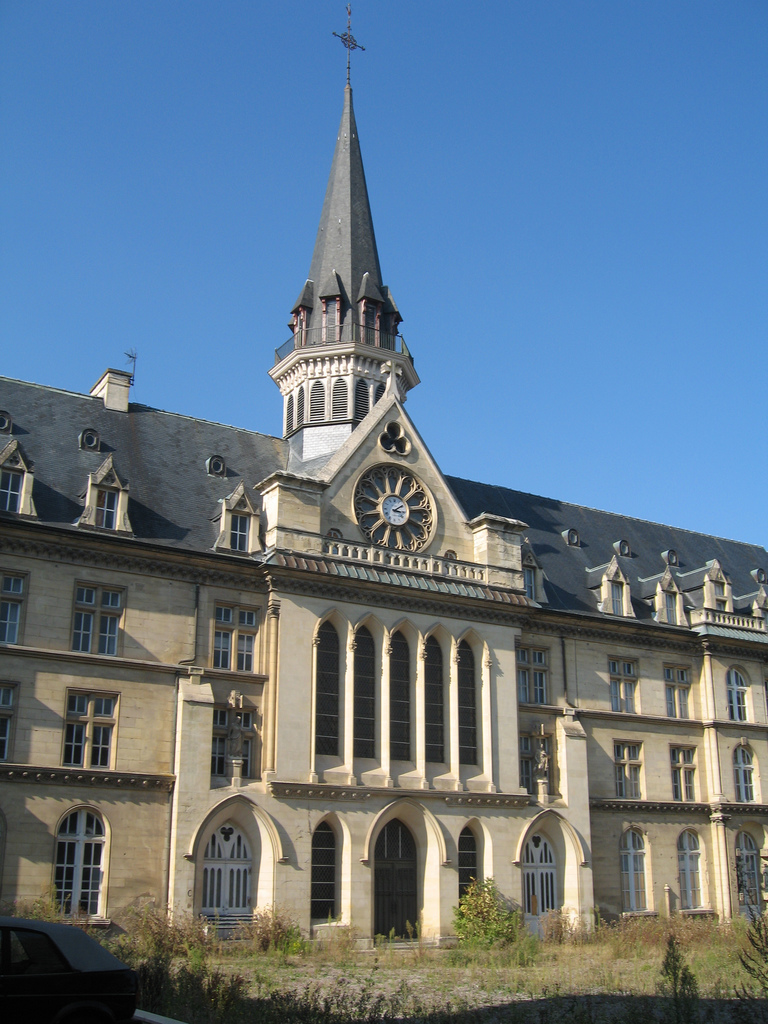
La casa madre della congregazione

La congregazione, detta in origine delle Figlie dell'associazione di Maria (le suore assunsero il nome attuale verso il 1773), venne fondata nel 1732 a Caen da Anne Le Roy (1692-1781): la Le Roy, insieme ad alcune compagne, prese a dedicarsi all'istruzione delle bambine e alla visita agli ammalati della parrocchia di Saint-Michel. Le religiose iniziarono presto a dedicarsi anche alla direzione delle "pentite" e all'assistenza delle malate di mente.
L'eudista Thomas de Creuilly approntò per la comunità un regolamento, approvato da Paul d'Albert de Luynes, vescovo di Bayeux, il 2 marzo 1733; la comunità venne approvata da Luigi XV con lettere patenti del 18 settembre 1734.
Durante la rivoluzione francese la direzione delle suore venne assunta da Pierre-François Jamet (1762-1845) che dopo il concordato del 1801 riorganizzò la congregazione: Janet, inventore di un metodo per l'educazione dei sordomuti, orientò la congregazione alla formazione di questi disabili.
La congregazione ricevette il pontificio decreto di lode il 15 giugno 1913 e l'approvazione definitiva nel 1928. Nel 1960 le suore aprirono una missione in Madagascar.
Nel 2014 la congregazione si è unita a quella delle Suore missionarie del Vangelo.

## Attività e diffusione
Le suore si dedicano alla cura dei malati, anche mentali, e all'educazione della gioventù, specie dei sordomuti.
Oltre che in Francia, sono presenti in Irlanda, Italia, Madagascar, Regno Unito, Spagna; la sede generalizia è a Bretteville-sur-Odon.
Alla fine del 2008 la congregazione contava 175 religiose in 20 case.